# ミズアオイ
ミズアオイ（水葵、雨久花、学名: Monochoria korsakowii）は、ミズアオイ科ミズアオイ属の植物。ナギ（菜葱）、ミズナギという別名で呼ばれることもあるが、これは同属のコナギの別名でもある。漢名は浮薔。

## 生態
淡水に生える抽水植物。一年草。茎は横に這う根茎となって斜上し、葉が束生する。葉身は心形で長さ5-20cm、上部は鋭頭、縁は全縁、質は厚く光沢がある。葉柄は長さ10-50cmであるが、花柄の下部につく葉柄は短く5-20cmになる。
日本での花期は8-10月。花茎は高さ30-70cmになり、葉より高く伸び、10-20個以上の花をつける。花は一日花で、花序内に数花ずつ咲く。花被片は6個あり、片は楕円形で長さ15-20mm、内花被片3片がやや幅が広く、色は青紫色。雄蕊は6個あり、うち5個の葯は黄色で小型、残りの1個の葯は紫色で大型になる。子房は上位で3室、胚珠は多数あって中軸胎座につき、柱頭の先端は頭状になる。果実は卵状長楕円形の蒴果となり、長さは約10mmで先に角状の花柱が残る。熟すと花茎が下に垂れる。種子は長さ1-1.5mmの楕円球形で、縦に10本以上の稜がある。

## 分布と生育環境
日本では、北海道、本州、四国、九州に分布し、湖沼、水田、水路などに生育する。国外では東アジアに分布する。
かつては水田雑草としてよく見られたが、水路の改修や除草剤の使用などによって生育環境が悪化し、個体数が減少している。しかし、近年ではスルホニルウレア系除草剤に対する抵抗性を持ったミズアオイやコナギが全国的に増加し、問題となっている。
東日本大震災の津波によって被害を受けた沿岸域では、地盤の沈降や浸食によって、整備された農地などであった土地に池や湿地が出現し、生育環境が悪化して姿を消していた植物が出現した例が報告されている。福島県、宮城県、岩手県の3県では、国の準絶滅危惧種であるミズアオイが復活した場所が40カ所報告されている。

## 人間との関係
万葉集では「水葱」（ミズアオイの別名）として求愛の歌に詠まれるなど、人間に親しまれてきた。また、青紫色の花は染物に利用されたほか、食用に供されることもある。
食用にする場合は、若芽や若葉を塩ゆでにして流水によくさらし、汁物、煮物、和え物に用いる。

## 保全状況評価
- LEAST CONCERN (IUCN Red List Ver. 3.1 (2001))
- 準絶滅危惧（NT）（環境省レッドリスト）

2007年から。2000年RDBでは絶滅危惧II類（VU）。

## ギャラリー
- 6個の雄蕊があり、5個の葯は黄色で小型、残りの1個の葯は紫色で大型になる。
- 葉は心形でアオイの葉に似る。水草なのでミズアオイ（水葵）という。

## 近似種
同じミズアオイ属のコナギに似るが、ミズアオイは花序を真上に伸ばすのに対して、コナギは花を葉腋につけることで区別できる。